# Glossosoma pternum
Glossosoma pternum là một loài Trichoptera trong họ Glossosomatidae. Chúng phân bố ở miền Tân bắc.